# Reese Stalder
Reese Stalder (Newport Beach, 12 de noviembre de 1996) es un tenista profesional estadounidense.

## Carrera profesional
Su mejor ranking en individuales fue la posición N°956 el (28 de junio de 2021). En dobles fue el N°62, logrado el (20 de noviembre de 2023). Ha ganado 9 ATP Challenger títulos de dobles. Stalder jugó tenis universitario en la Universidad Cristiana de Texas.
Hizo su debut en el cuadro principal de Grand Slam en dobles en Wimbledon 2023 junto a David Pel, llegando a tercera ronda.

## Títulos ATP (0; 0+0)

### Dobles (0)
| Leyenda                         |
| Grand Slam (0)                  |
| ATP Wourld Tour Finals (0)      |
| ATP Masters 1000 World Tour (0) |
| ATP World Tour 500 series (0)   |
| ATP World Tour 250 series (0)   |

#### Finalista (1)
| N.º | Fecha                 | Torneos      | Superficie | Pareja         | Oponentes en la final             | Resultado |
| --- | --------------------- | ------------ | ---------- | -------------- | --------------------------------- | --------- |
| 1.  | 19 de febrero de 2023 | Delray Beach | Dura       | Rinky Hijikata | Marcelo Arévalo Jean-Julien Rojer | 3-6, 4-6  |

## Títulos Challenger; 13 (0 + 13)
| Leyenda             | Individuales | Dobles |
| ------------------- | ------------ | ------ |
| ATP Challenger Tour | 0            | 13     |

### Dobles (12)
| N.º | Fecha      | Torneo                        | Superficie    | Compañero        | Oponentes en la final                        | Resultado           |
| --- | ---------- | ----------------------------- | ------------- | ---------------- | -------------------------------------------- | ------------------- |
| 1.  | 27.11.2021 | Challenger de Puerto Vallarta | Dura          | Gijs Brouwer     | Hans Hach Verdugo Miguel Ángel Reyes-Varela  | 6-4, 6-4            |
| 2.  | 20.08.2022 | Challenger de Santo Domingo   | Tierra batida | Ruben Gonzales   | Nicolás Barrientos Miguel Ángel Reyes-Varela | 7-6(5), 6-3         |
| 3.  | 03.12.2022 | Challenger de Maspalomas      | Tierra batida | Evan King        | Marco Bortolotti Sergio Martos Gornés        | 6-3, 5-7, [11-9]    |
| 4.  | 06.05.2023 | Challenger de Gwangju         | Dura          | Evan King        | Andrew Harris John-Patrick Smith             | 6-4, 6-2            |
| 5.  | 13.05.2023 | Challenger de Busan           | Dura          | Evan King        | Max Purcell Rubin Statham                    | w/o                 |
| 6.  | 17.06.2023 | Challenger de Palmas del Mar  | Dura          | Evan King        | Toshihide Matsui Kaito Uesugi                | 3-6, 7-5, [11-9]    |
| 7.  | 12.08.2023 | Challenger de Cary            | Dura          | Evan King        | Miķelis Lībietis Adam Walton                 | 6-3, 7-6(4)         |
| 8.  | 14.10.2023 | Challenger de Fairfield       | Dura          | Evan King        | Vasil Kirkov Denis Kudla                     | 7-5, 6-3            |
| 9.  | 18.11.2023 | Challenger de Kobe            | Dura          | Evan King        | Nam Ji-sung Andrew Harris                    | 7-6(3), 2-6, [10-7] |
| 10. | 11.05.2024 | Challenger de Wuxi            | Dura          | Calum Puttergill | Toshihide Matsui Kaito Uesugi                | 7-6(8), 7-6(4)      |
| 11. | 21.06.2024 | Challenger de Ilkley          | Césped        | Evan King        | Christian Harrison Fabrice Martin            | 6-3, 3-6, [10-6]    |
| 12. | 14.09.2024 | Challenger de Guangzhou       | Césped        | Evan King        | Francis Alcantara Pruchya Isaro              | 4-6, 7-5, [10-5]    |
| 13. | 16.11.2024 | Challenger de Champaign       | Césped        | Evan King        | James Davis James MacKinlay                  | 7-6(3), 7-5         |